# Baia della Povertà
La baia della Povertà (Poverty Bay in inglese, Tūranganui-a-Kiwa in lingua māori) è la più grande di un gruppo di numerose piccole baie della costa orientale dell'Isola del Nord della Nuova Zelanda, a nord della maggiore baia di Hawke. Si allunga per 10 km dal Young Nick's Head a sud-ovest fino al Tuaheni Point a nord-est. La città di Gisborne è situata sulla costa settentrionale della baia. La denominazione di baia della Povertà è spesso estesa ad indicare l'intera area circostante la città di Gisborne. 

## Storia
Si ritiene che gli Europei al seguito del capitano James Cook che qui approdarono il 7 ottobre 1769 furono i primi a metter piede in Nuova Zelanda; a quel tempo essa era nota come Teoneroa.